# Platynus trifoveolatus
Platynus trifoveolatus är en skalbaggsart som beskrevs av Beutenmuller. Platynus trifoveolatus ingår i släktet Platynus och familjen jordlöpare. Inga underarter finns listade i Catalogue of Life.